# Dinotrema ussuriense
Dinotrema ussuriense är en stekelart som beskrevs av Vladimir Ivanovich Tobias 2003. Dinotrema ussuriense ingår i släktet Dinotrema och familjen bracksteklar. Inga underarter finns listade i Catalogue of Life.